# Sabine Spitzová
Sabine Spitzová (* 27. prosince 1971 v Herrischried/Bad Säckingen, Německo) je profesionální německá cyklistka, olympijská vítězka ze závodu horských kol ze soutěže žen na Letních olympijských hrách 2008 v Pekingu.
Jedná se o závodnici, která se specializuje především na závody horských kol, nicméně příležitostně závodí i na silnici, na dráze nebo v cyklokrosu.
Se závoděním na horských kolech začala poprvé ve svých 22 letech v roce 1994. Již v roce 2000 se zúčastnila Letních olympijských her 2000 v Sydney, kde skončila na 9. místě, o čtyři roky později na LOH 2004 v Athénách skončila na 3. příčce a získala bronzovou medaili. Kromě toho se jedná o mistryni světa v závodu žen horských kol z roku 2003. Na Letních olympijských hrách 2012 skončila coby vůbec nejstarší závodnice v závodním poli na druhém místě a ve svých 40 letech získala stříbrnou olympijskou medaili.

## Sportovní výsledky

### Olympijské hry
- Letní olympijské hry 2012 v Londýně - 2. místo - stříbrná olympijská medaile
- Letní olympijské hry 2008 v Pekingu - 1. místo - zlatá olympijská medaile
- Letní olympijské hry 2004 v Athénách - 3. místo - bronzová olympijská medaile
- Letní olympijské hry 2000 v Sydney - 9. místo

### Mistrovství světa
- 2008 Mistrovství světa horských kol - 2. místo - stříbrná medaile
- 2007 Mistrovství světa horských kol - 2. místo - stříbrná medaile
- 2005 Mistrovství světa v cyklokrosu ve St. Wendel - 2. místo - stříbrná medaile
- 2003 Mistrovství světa horských kol - 1. místo - zlatá medaile
- 2002 Mistrovství světa horských kol - 3. místo - bronzová medaile
- 2001 Mistrovství světa horských kol - 3. místo - bronzová medaile

### Mistrovství Evropy
- 2008 mistryně Evropy MTB-CC
- 2007 mistryně Evropy MTB-Marathon
- 2004 skončila na 3. místě - bronzová medaile
- 2003 skončila na 3. místě - bronzová medaile
- 2002 skončila na 2. místě - stříbrná medaile

## Německé mistrovství
- mistryně Německa v letech 2001, 2002, 2003, 2004, 2005, 2006, 2008